# Adolfo Bueno Perales
Adolfo Bueno Perales, né à Saragosse le 16 septembre 1932 et mort le 6 août 2021, est un ancien arbitre espagnol de football des années 1960 et 1970. Il eut un accident à Bilbao, sur le terrain de San Mamés, en novembre 1969, qui l'éloigna des terrains pendant trois ans : un spectateur lui lança une pomme, provoquant un décollement de la rétine. Opéré, il revint en 1972 mais il se retira en 1974.

## Carrière
Il a officié dans une compétition majeure : 
- Coupe des villes de foires 1966-1967 (finale aller)